# 中島氏種
中島 氏種（なかしま うじたね、? - 慶長20年5月7日（1615年6月3日））は、戦国時代から江戸時代初期の武将。豊臣家大坂七手組頭。官位は式部少輔。禄高2万1712石。

## 人物
始祖は、嵯峨天皇第12子河原院（左大臣源融）の末裔の嵯峨源氏に属する。室町時代、尾張国中島郡中島村（現愛知県一宮市）を領し、「尾州中島城主本居山城守源氏孝」を名乗る。戦国中期以降、斯波氏や織田氏などの新興勢力に圧され衰退し、豊臣秀吉の家臣となった。
氏種は、秀吉の勢力拡大に従って各地を転戦し、秀吉の死後も豊臣家に仕えた。慶長5年（1600年）関ヶ原の戦いにおいては石田三成の陣に属して戦うが敗れ、慶長19年（1615年）大坂夏の陣において遊軍として兵2,000を率い奮戦するも落城を待たず自刃した。

## 子孫
一子は河内国茨田郡岡新町村（現大阪府枚方市）に帰農、江戸期には代々中島九右衛門を名乗り、近隣屈指の豪農として存続した。現在、中島家の系譜をひく一族が愛知県一宮市、愛知県熱田区、大阪府枚方市新町、同市中宮町、大東市新田、横浜市都筑区茅ヶ崎南、埼玉県越谷市、京都府京都市、大阪府堺市、大阪府大阪市にある。
大坂夏の陣で敗れた後、一族の一部は筑後国柳河藩の田中家（後、柳川藩の立花、久留米藩の有馬に分割）を頼って筑後福島に移動した。福岡県八女郡黒木町および八女市吉田にも庄屋として中島家の系譜を引く一族がいる。
また、幕末期の幕臣でペリー来航時の浦賀奉行所与力、のちに蝦夷共和国箱館奉行並・砲兵頭並として千代ヶ岡陣屋で戦死した中島三郎助も、その先祖を氏種としている。三郎助の先祖が寛文9年（1669年）に下田与力に召し抱えられて以来、幕臣として与力を務めてきた家柄であったとされる。